# Julie Yorn
Julie Yorn (* 1966 als Julie Silverman) ist eine US-amerikanische Filmproduzentin, die für einen Oscar nominiert war.

## Leben
Julie Yorn besuchte die Tulane University. Ihre Mutter war Dr. Sydel Silverman (1933–2019; geborene Finfer), eine US-amerikanische Anthropologin und Vorsitzende der Wenner-Gren Foundation. Ihr Vater war der Künstler Mel Silverman (1931–1966) aus New York City und ihr Stiefvater war der Professor Dr. Eric R. Wolf (1923–1999), der Anthropologie am Lehman College lehrte. Sie heiratete den Anwalt Kevin Yorn, Bruder des Singer-Songwriters Pete Yorn, und gemeinsam sind sie Eltern einer Tochter, die im Jahr 2000 geboren wurde.

## Karriere
Yorns Karriere begann als Executive Producer beim Film Trees Lounge – Die Bar, in der sich alles dreht aus dem Jahr 1996. Es folgten weitere Filme, bevor sie im Jahr 2000 erstmals als Produzentin bei einem Film, Animal Factory, verantwortlich war. Weitere bekannte Filme waren Max Payne mit Mark Wahlberg, Bride Wars – Beste Feindinnen mit Anne Hathaway und Kate Hudson, Unstoppable – Außer Kontrolle mit Denzel Washington, Wir kaufen einen Zoo mit Matt Damon und Scarlett Johansson, sowie Die Schadenfreundinnen mit Cameron Diaz und Leslie Mann. Bei der Oscarverleihung 2017 erhielt sie gemeinsam mit Carla Hacken eine Nominierung in der Kategorie bester Film für Hell or High Water, sie mussten sich aber gegen Moonlight geschlagen geben.

## Filmografie (Auswahl)
Filmproduzentin
- 2000: Animal Factory
- 2006: Come Early Morning – Der Weg zu mir (Come Early Morning)
- 2008: Max Payne
- 2008: Das Weihnachtshaus (Christmas Cottage)
- 2009: Bride Wars – Beste Feindinnen (Bride Wars)
- 2010: Unstoppable – Außer Kontrolle (Unstoppable)
- 2011: Red Riding Hood – Unter dem Wolfsmond (Red Riding Hood)
- 2011: Wir kaufen einen Zoo (We Bought a Zoo)
- 2014: Die Schadenfreundinnen (The Other Woman)
- 2016: Hell or High Water
- 2018: White Boy Rick
- 2018: Zu schön um wahr zu sein – Die JT LeRoy Story (JT LeRoy)
- 2019: The Dirt – Sie wollten Sex, Drugs & Rock’n’Roll (The Dirt)

Executive Producer
- 1996: Trees Lounge – Die Bar, in der sich alles dreht (Trees Lounge)
- 2005: Der Exorzismus von Emily Rose (The Exorcism of Emily Rose)